# Herman Leefmans
Herman Leefmans (Paramaribo, 25 mei 1901 - 1975) was een Surinaams districtsambtenaar en bestuurder. Hij was van 1945 tot 1951 districtscommissaris van het opnieuw gevormde Coronie.

## Biografie
Hij trad op 1 januari 1921 in overheidsdienst. Als districtsklerk (secretaris) viel hij in 1927 in als plaatsvervangend districtscommissaris van Commewijne. In december 1933 werd hij benoemd tot districtsklerk en adjunct-commissaris van Nickerie.
Toen Coronie rond juli 1945 weer een zelfstandig district werd, werd Leefmans aanvankelijk tijdelijk benoemd tot districtscommissaris en in januari 1947 definitief. Eind 1951 ging hij met pensioen.

## Familie
Hij is de vader van de diplomaat, literatuurcriticus en dichter John Leefmans. Tijdens het bezoek aan Nickerie in 1950 kreeg prins Bernard het officiële geschenk van het district van zijn 12-jarige dochter Annemarie.